# Серебряная река
«Серебряная река» (англ. Silver River) — вестерн 1948 года с Эрролом Флинном и Энн Шеридан в главных ролях. Фильм основан не неопубликованном романе Стивена Лонгстрита. Премьера состоялась 18 мая 1948 года в Денвере (США).

## Сюжет
Во время американской гражданской войны солдата Майка Маккомба (Эррол Флинн) увольняют из армии, после того, как он, игнорируя приказы, спасает Конфедерацию от кражи 1 миллиона долларов, сжигая их. Униженный и оскорблённый, он вместе со своим другом Портером «Пистолетом» конфискует игорное оборудование и отправляется в Силвер-Сити, штат Невада, чтобы открыть салон и игорный зал. По дороге в Сент-Джозефе Майк встречает Джорджию Мур (Энн Шеридан), красивую, но серьёзную женщину.

## В ролях
- Эррол Флинн — Майк Маккомб
- Энн Шеридан — Джорджия Мур
- Томас Митчелл — Джон Плато Бек
- Брюс Беннетт — Стэнли Мур
- Джонатан Хейл — майор Спенсер
- Джозеф Крехан — Улисс Грант (в титрах не указан)
- Лестер Дорр — мистер Тейлор (в титрах не указан)
- Арт Бейкер — майор Уилсон (в титрах не указан)